# Monobathrida
Ordre
Les Monobathrida sont un ordre éteint de Crinoïdes sessiles de l'embranchement des (échinodermes) .

## Description

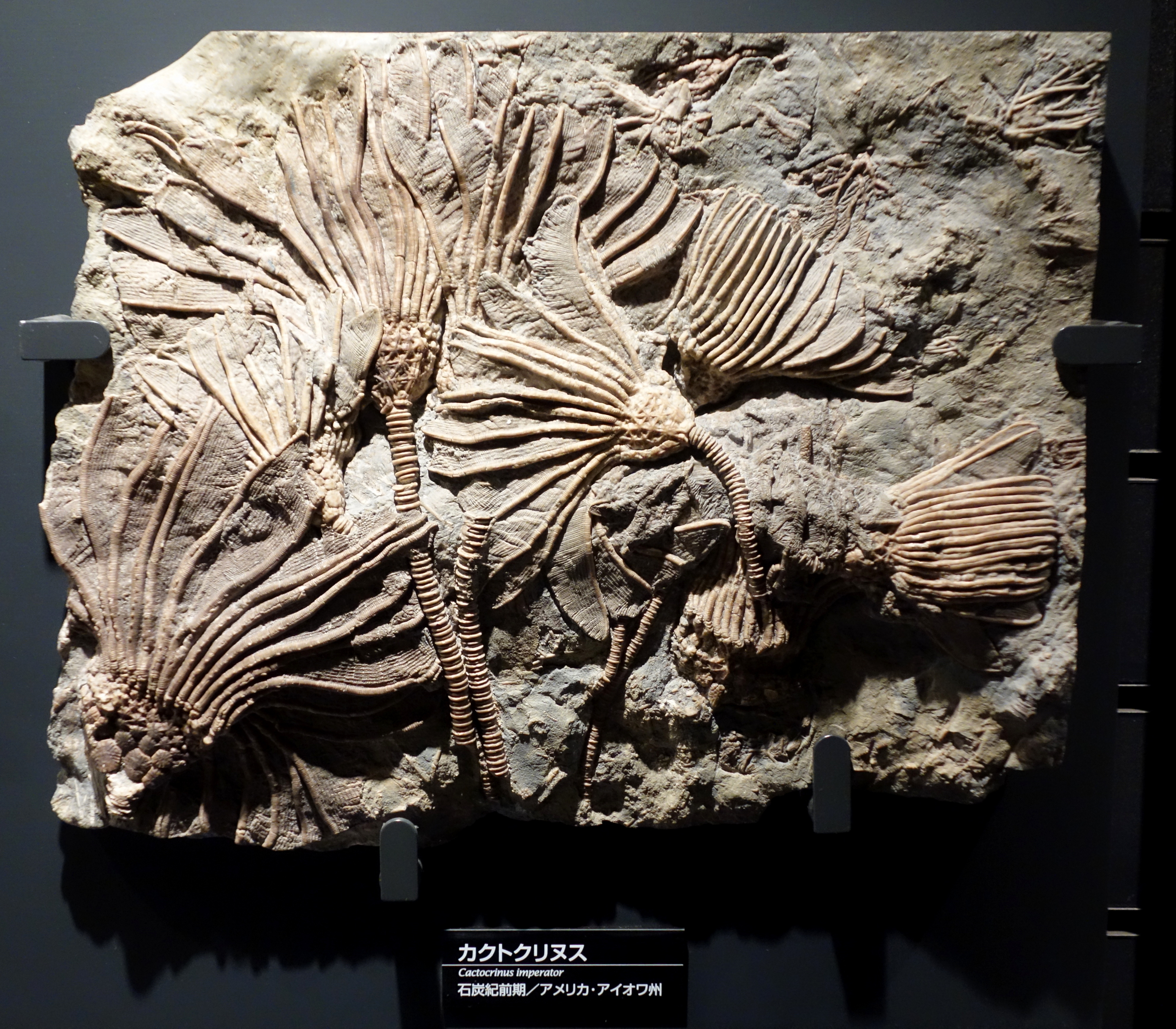
Cactocrinus imperator (Muséum de Tokyo).

C'étaient des crinoïdes « vrais » (sessiles) : ils vivaient attachés au fond par une longue tige calcaire articulée, terminée par un disque d'attache. Les entroques qui composent la tige sont pentagonales, et se désolidarisent généralement à la mort de l'animal.

## Liste des familles
Selon BioLib (8 septembre 2018) :
- famille Abacocrinidae Jaekel, 1918 †
- famille Acrocrinidae Wachsmuth & Springer, 1885 †
- famille Actinocrinitidae Austin & Austin, 1842 †
- famille Amphoracrinidae Bather, 1899 †
- famille Batocrinidae Wachsmuth & Springer, 1881 †
- famille Carpocrinidae de Koninck & Le Hon, 1854 †
- famille Clonocrinidae Bather, 1899 †
- famille Coelocrinidae Bather, 1899 †
- famille Colpodecrinidae J. Sprinkle & D. R. Kolata, 1982 †
- famille Dichocrinidae S.A. Miller, 1889 †
- famille Dolatocrinidae S.A. Miller, 1890 †
- famille Eucalyptocrinitidae Roemer, 1855 †
- famille Eutelecrinidae T. J. Frest & H. L. Strimple, 1980 †
- famille Glyptocrinidae Zittel, 1879 †
- famille Hapalocrinidae Jaekel, 1895 †
- famille Hexacrinitidae Wachsmuth & Springer, 1885 †
- famille Marsupiocrinidae Bronn, 1855 †
- famille Melocrinitidae d'Orbigny, 1852 †
- famille Pandanocrinidae P. A. Jell, J. S. Jell, B. D. Johnson, R. Mawson & J. A. Talent, 1988 †
- famille Paragaricocrinidae Moore & Laudon, 1942 †
- famille Parahexacrinidae Shevchenko, 1967 †
- famille Paramelocrinidae Ubaghs, 1958 †
- famille Patelliocrinidae Angelin, 1878 †
- famille Periechocrinitidae Austin & Austin, 1843 †
- famille Platycrinitidae Austin & Austin, 1842 †
- famille Polypeltidae Angelin, 1878 †
- famille Scyphocrinitidae Jaekel, 1918 †
- famille Stelidiocrinidae Angelin, 1878 †
- famille Sunwaptacrinidae G. D. Webster & N. G. Lane, 1987 †
- famille Tanaocrinidae Bather, 1899 †
- famille Tunisiacrinidae N. G. Lane, 1979 †
- famille Xenocrinidae S.A. Miller, 1890 †
- genre Abathocrinus Strimple, 1963 †
- genre Bolicrinus Witzke & Strimple, 1981 †
- genre Celtocrinus S. K. Donovan & J. C. W. Cope, 1989 †
- genre Cytocrinus Roemer, 1860 †
- genre Krinocrinus Witzke & Strimple, 1981 †
- genre Kylixocrinus Eckert, 1984 †
- genre Lobomelocrinus Frest & Strimple, 1977 †
- genre Schizocrinus Hall, 1847 †
- genre Strimplecrinus Bassler, 1950 †
- genre Thomasocrinus Witzke & Strimple, 1981 †
- genre Tirocrinus Ausich, 1987 †

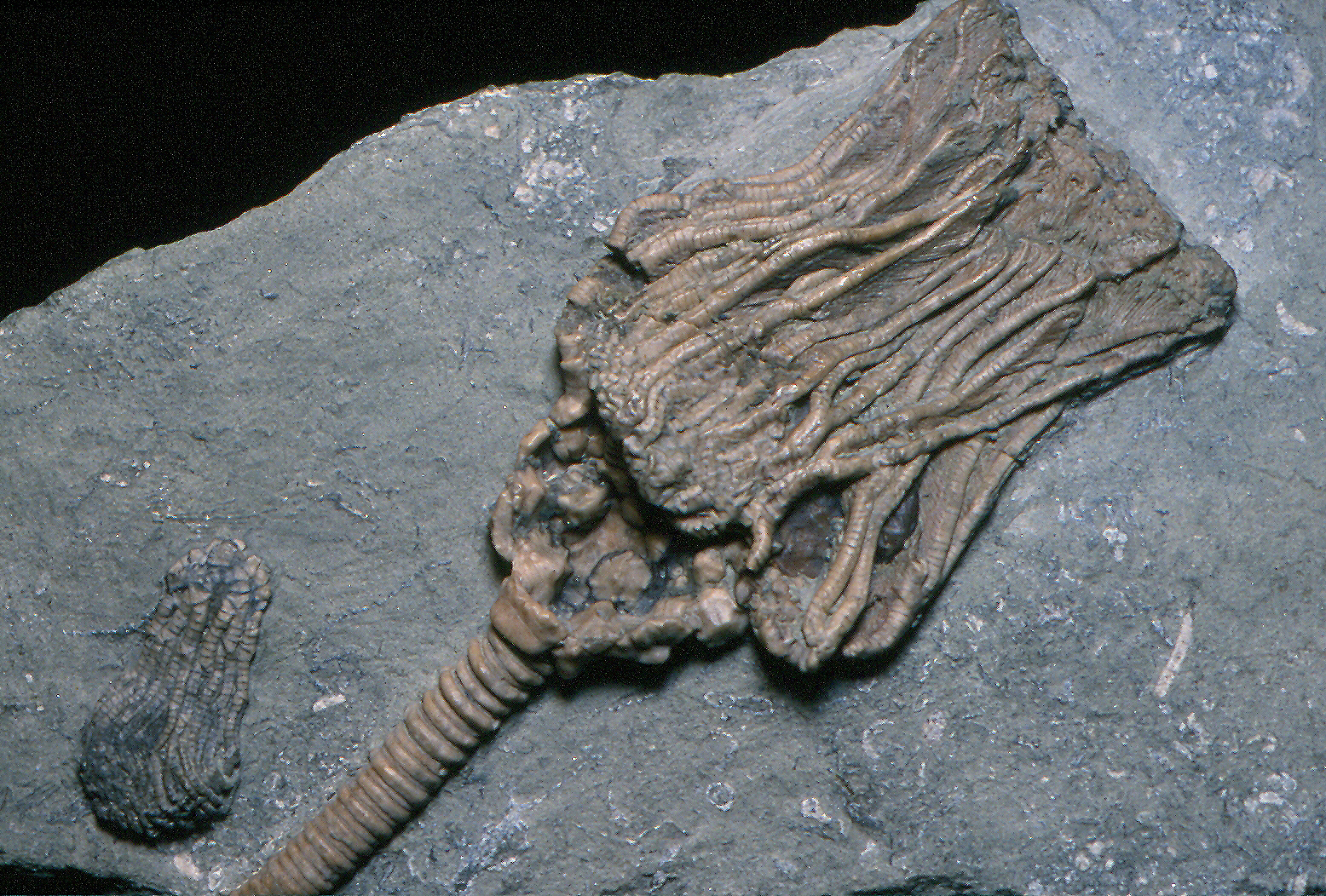
Actinocrinites gibsoni, un Actinocrinitidae
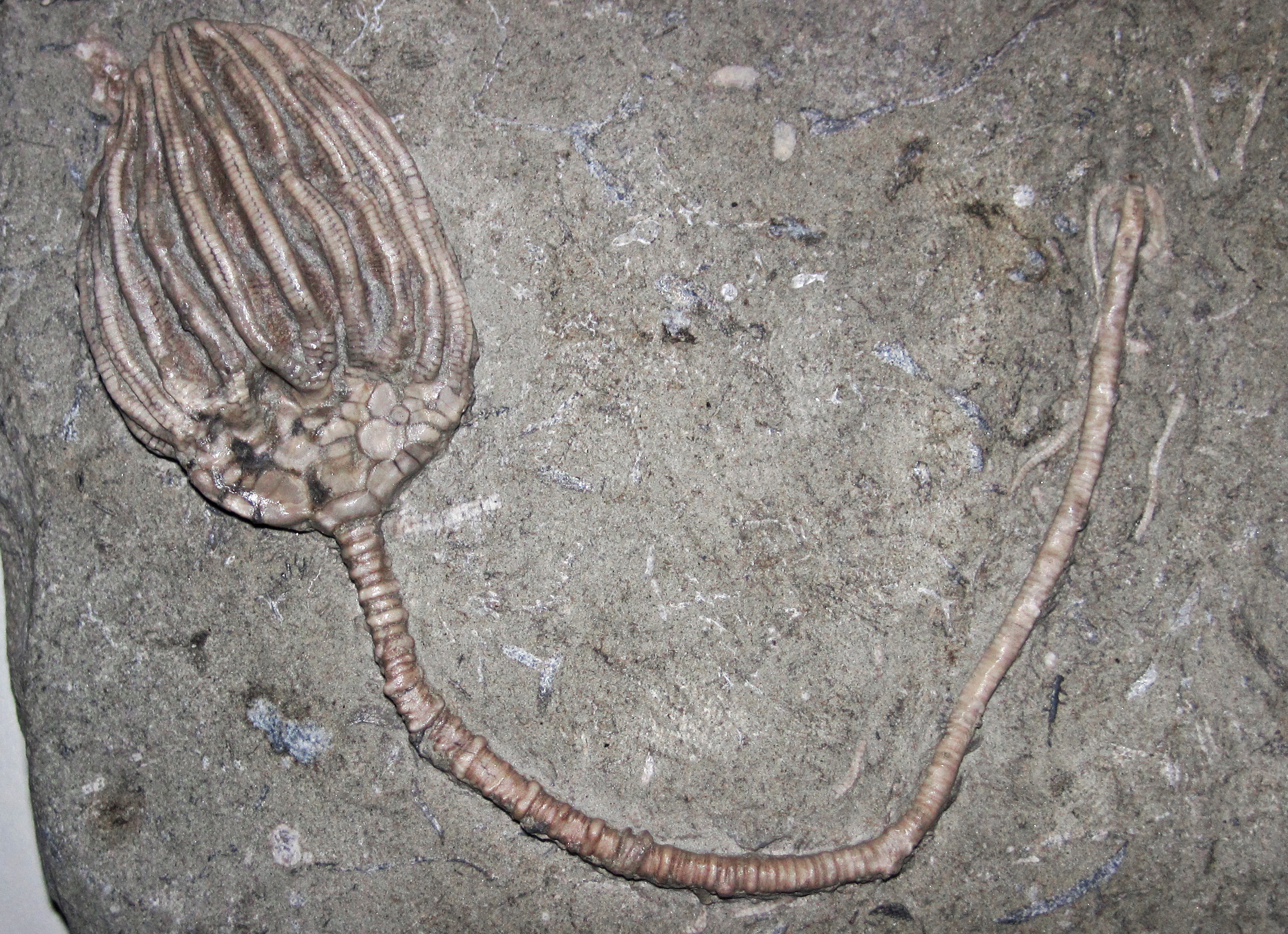
Dizygocrinus montgomeryensis, un Batocrinidae
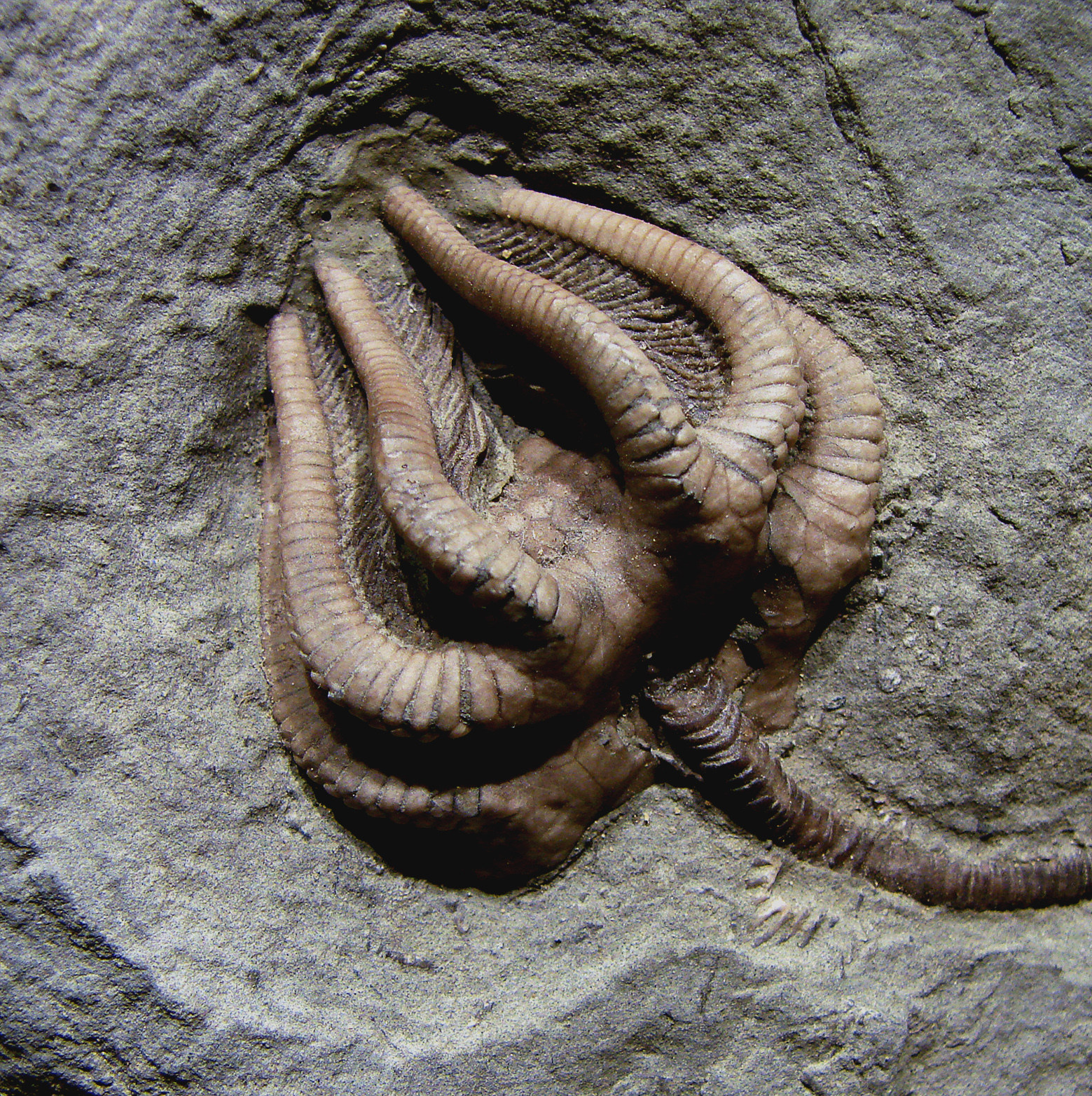
Agaricocrinus americanus, un Coelocrinidae
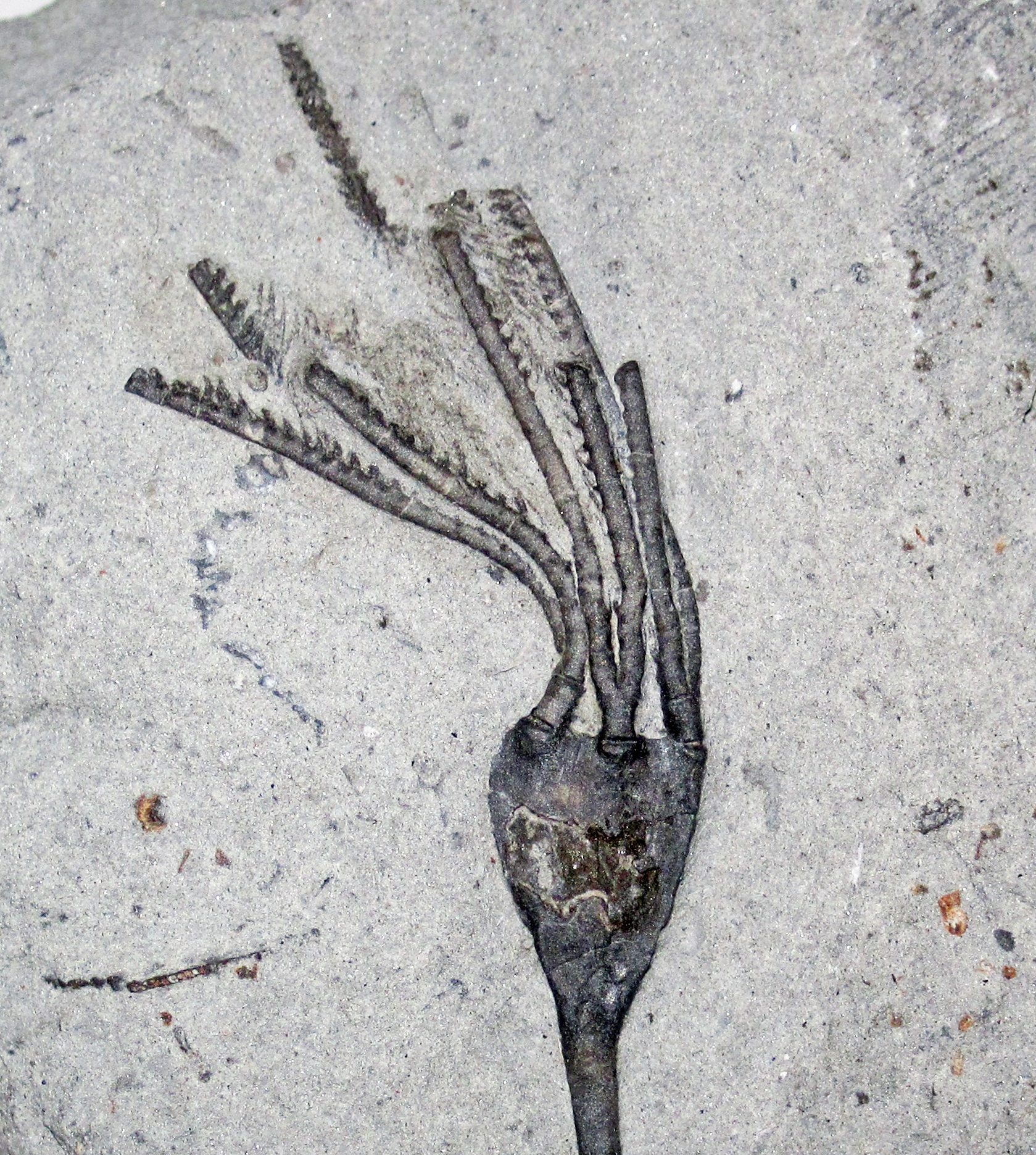
Dichocrinus ficus, un Dichocrinidae
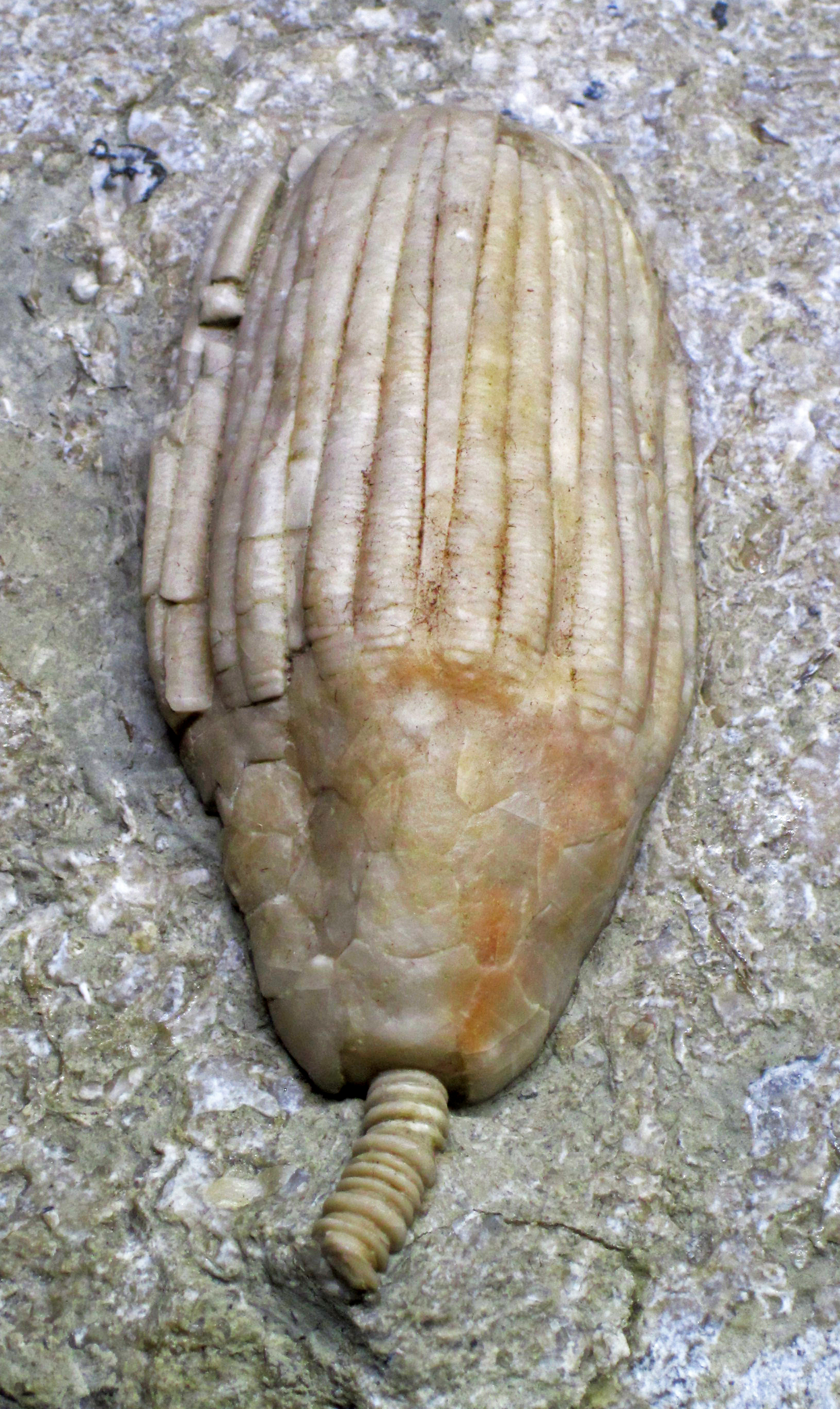
Eucalyptocrinites sp., un Eucalyptocrinitidae
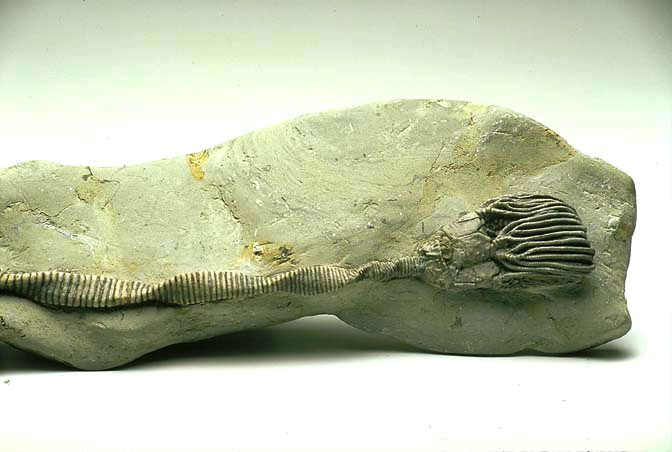
Elegantocrinus saffordi, un Platycrinitidae
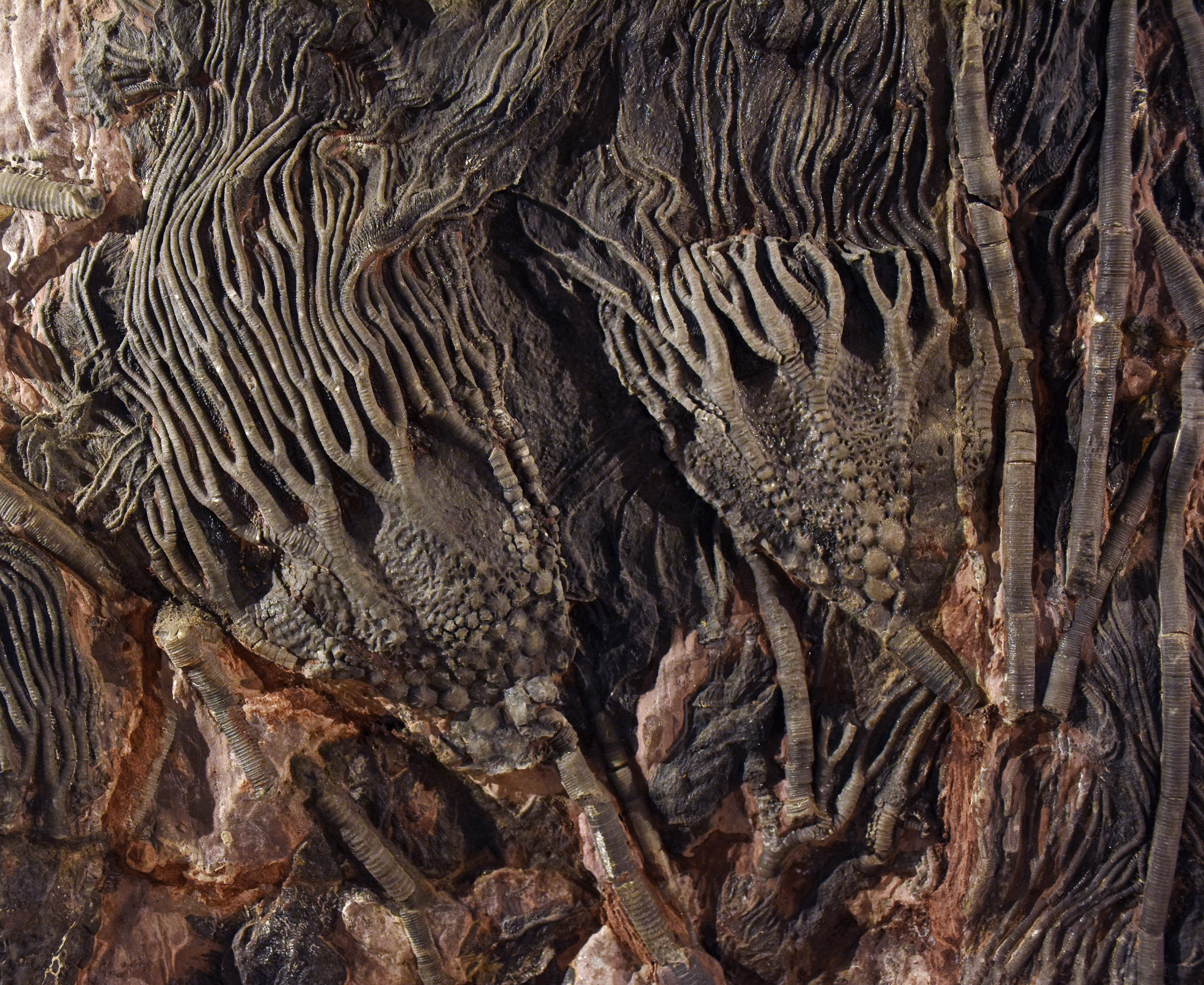
Scyphocrinites elegans, un Scyphocrinitidae